# Wallace Carothers
Wallace Hume Carothers (27 d'abril de 1896 – 29 d'abril de 1937) fou un químic i inventor americà, líder En química orgànica a DuPont, a qui se li atribueix la invenció del niló.
Carothers era el líder d'un grup als laboratoris DuPont Experimental Station, prop de Wilmington (Delaware), on es feia la major part de recerca sobre polímers. Carothers fou un químic orgànic que, a més de desenvolupar el niló, va ajudar a fer els fonaments per al neoprè. Després de rebre el seu doctorat, va ensenyar en diverses universitats abans no va ser contractat per DuPont per treballar en recerca fonamental.
Es va casar amb Helen Sweetman el 21 de febrer de 1936. Carothers havia tingut períodes de depressió des de la seva joventut. Tot i el seu èxit amb el niló, creia que no havia fet gaire i se li havien acabat les idees. La mort de la seva germana Isobel va contribuir a la seva infelicitat, i el vespre del 28 d'abril de 1937 es va suïcidar en una habitació d'un hotel de Filadèlfia prenent-se un còctel de llimonada amb cianur de potassi. La seva filla, Jane, va néixer el 27 de novembre de 1937.

## Biografia
Carothers va néixer el 27 d'abril de 1896 a Burlington, Iowa, fill d'Ira i Mary Evalina Carothers. Era el més gran de quatre fills. Tenia un germà i dues germanes: Joan, Isobel i Elisabet. Quan era jove, Carothers estava fascinat per les eines i els dispositius mecànics i va passar moltes hores experimentant. Va anar a l'escola pública a Des Moines, Iowa, on era conegut com un estudiant conscienciat. Després de graduar-se, i sota la pressió del seu pare, Carothers es va matricular al Capital City Commercial College de Des Moines, on el seu pare era vicepresident, completant el currículum de comptabilitat i secretaria el juliol de 1915.
El setembre de 1915, va ingressar al Tarkio College de Missouri. Encara que inicialment es va llicenciar en anglès, va passar a la química sota la influència d'Arthur Pardee, cap d'aquest departament. Carothers va destacar tant en química que abans de graduar-se va ser nomenat instructor de química i va estudiar i va ensenyar el curs superior quan Pardee va marxar per ser president del departament de química de la Universitat de Dakota del Sud. Es va graduar a Tarkio el 1920 a l'edat de 24 anys amb una llicenciatura en ciències. Després va anar a la Universitat d'Illinois per obtenir el seu màster en arts, que va rebre el 1921 sota la direcció del professor Carl Marvel.
Durant l'any escolar 1921–22, Carothers va ser nomenat per un any com a instructor de química a la Universitat de Dakota del Sud. Va ser a la Universitat de Dakota del Sud on va començar la seva investigació independent que va donar lloc a un article acceptat pel Journal of the American Chemical Society. En aquest article va mesurar les propietats físiques de l'isocianat de fenil i de la diazobenzè-imida (ara coneguda com a azida de fenil.) Les propietats tenen valors molt similars, fet que el va portar a la conclusió que l'estructura del segon compost és C6 H 5 -N=N=N, amb els tres àtoms de nitrogen en una cadena lineal en lloc d'un anell com es pensava anteriorment.
Va tornar a la Universitat d'Illinois per estudiar el seu doctorat. sota Roger Adams. El seu títol va ser atorgat l'any 1924. Es va especialitzar en química orgànica i es va especialitzar en química física i matemàtiques. Va treballar com a ajudant d'investigació durant 1922–1923 i va rebre la beca Carr per a 1923–24. Aquest era el premi més prestigiós que oferia la universitat en aquell moment.
Després de rebre el seu doctorat, Carothers es va quedar a la Universitat d'Illinois durant dos anys com a instructor en química orgànica.

El 1926, Carothers es va traslladar a la Universitat Harvard, on va tornar a ser instructor de química orgànica. El president de Harvard, James B. Conant – ell mateix un químic – va escriure de Carothers:
| « | En la seva investigació, el Dr. Carothers va mostrar fins i tot en aquesta època l'alt grau d'originalitat que va marcar el seu treball posterior. maig es va conformar amb seguir el camí triturat ni acceptar les interpretacions habituals de les reaccions orgàniques. El seu primer pensament sobre la polimerització i l'estructura de substàncies d'alt pes molecular va començar mentre estava a Harvard. | » |

L'any 1927, DuPont va decidir finançar la investigació fonamental i pura: investigació no dirigida deliberadament al desenvolupament d'un producte per guanyar diners. Carothers va viatjar a Wilmington, Delaware, per discutir la possibilitat d'estar a càrrec de la química orgànica al nou laboratori de DuPont per a la investigació fonamental.

## Trasllat a DuPont
La decisió d'abandonar l'acadèmia va ser difícil per a Carothers. En un primer moment, va rebutjar l'oferta de DuPont d'ocupació, explicant que «pateixo períodes neuròtics de capacitat disminuïda que podrien constituir un handicap molt més greu allà que aquí». Malgrat aquesta admissió, un executiu de DuPont, Hamilton Bradshaw, va viatjar a Harvard i va convèncer Carothers perquè canviés d'opinió. El seu sou era de 500 dòlars al mes en comparació amb només 267 dòlars a Harvard (3200 dòlars anuals).
Més tard, en una carta a Wilko Machetanz, el seu company de pis de Tarkio, Carothers va ampliar els seus sentiments de depressió: «Em trobo, fins i tot ara, acceptant beneficis incalculables que ofereixen per pura magnanimitat i bona voluntat i sense aconseguir un retorn tan trivial com ho permeten les circumstàncies, i el sentiment humà i la decència exigeixen, per obtusitat o por o egoisme o mera indiferència i total manca de sentiment».

### Neoprè
A Dupont, Carothers va rebre una posició en el seu nou programa d'investigació fonamental que es va establir recentment a Wilmington, Delaware i l'empresa li havia permès triar qualsevol recerca que escollia. Va triar la investigació sobre polímers perquè el tema necessitava una exploració teòrica i tenia implicacions comercials immenses. Carothers va començar a treballar a l'estació experimental de DuPont el 6 de febrer de 1928. La síntesi d'un polímer amb un pes molecular de més de 4.200, la massa aconseguida pel doctor Emil Fischer, era el seu objectiu principal.
A l'estiu de 1928, Carothers tenia un petit equip de doctorats químics i dos consultors: el doctor Roger Adams, el seu assessor de tesi, i el doctor Carl Marvel, el seu instructor de química orgànica a la Universitat d'Illinois. El laboratori on treballaven aquests principals científics es va anomenar Purity Hall. Era descoratjador que a mitjans de 1929, Purity Hall no hagués produït un polímer amb un pes de molt més de 4.000.
El gener de 1930, el doctor Elmer K. Bolton es va convertir en subdirector químic del departament de química i, per tant, el cap immediat de Carothers. Bolton volia resultats pràctics el 1930, i el seu desig es va complir. Bolton va demanar a Carothers que examinés la química d'un polímer d'acetilè amb l'objectiu de crear cautxú sintètic. L'abril de 1930, un dels membres del personal de Carothers, el doctor Arnold M. Collins, va aïllar el cloropré, un líquid que es va polimeritzar per produir un material sòlid que s'assemblava al cautxú. Aquest producte va ser el primer cautxú sintètic i avui es coneix com Neoprè.

### Polièsters
El mateix any, el Dr. Julian W. Hill, un altre membre de l'equip de Carothers, va començar a treballar de nou per intentar produir un polièster amb un pes molecular superior a 4.000. Els seus esforços aviat van tenir un gran èxit quan va produir un polímer sintètic amb un pes molecular d'uns 12.000. L'alt pes molecular va permetre que el polímer fos s'estirés en fils de fibra. Així es va crear la primera seda sintètica, descrita pels químics com un superpolièster.
Els polièsters i les poliamides són exemples de polímers de condensació formats per polimerització de creixement escalonat. Carothers va elaborar la teoria de la polimerització de creixement escalonat i va derivar l’equació de Carothers que relaciona el grau mitjà de polimerització amb la conversió fraccional (o rendiment) de monòmer en polímer. Aquesta equació mostra que per a un pes molecular elevat, es necessita una conversió fraccional molt alta (només per a polímers de creixement gradual).
Hill també va produir una fibra sintètica que era elàstica i forta combinant glicols i diàcids i escalfant-se a pressió reduïda, utilitzant un alambin molecular per eliminar les últimes restes d'aigua produïdes en la reacció de condensació. Malauradament, la fibra produïda no es va poder comercialitzar perquè va tornar a una massa enganxosa quan es va posar en aigua calenta. Carothers va abandonar la seva investigació sobre polímers durant uns quants anys.

## Carrera posterior i depressió
El 1931, Carothers es va traslladar a una casa a Wilmington, que es va conèixer com a Whisky Acres, amb altres tres científics de DuPont. No era un reclus, però el seu estat d'ànim depressiu sovint li impedia gaudir de totes les activitats en què participaven els seus companys d'habitació. En una carta a una amiga íntima, Frances Spencer, va dir: «Sembla que no hi ha molt a informar sobre les meves experiències fora de la química. Ara visc al país amb tres llicenciats més, i són socialment. tots inclinats han estrenada amb barrets alts i corbates blanques, mentre que jo, segons el meu antic costum, m'assec a casa amb mal humor». Més o menys en aquesta època, Carothers va mostrar a Julian Hill que mantenia una càpsula de cianur lligada a la seva cadena de rellotge.
Carothers odiava parlar en públic, cosa que era necessària per mantenir el seu alt perfil. En una carta a Frances Spencer el gener de 1932, va relatar: «Vaig pujar a New Haven durant les vacances i vaig fer un discurs al simposi orgànic. Va ser bastant ben rebut, però la perspectiva d'haver-lo fet va arruïnar les setmanes anteriors, i va ser necessari recórrer a quantitats considerables d'alcohol per calmar els meus nervis per a l'ocasió... El meu nerviosisme, malestar i vacil·lacions empitjoren amb el pas del temps, i el recurs freqüent a beure no comporta cap millora permanent per a mi ara mateix».
El 1932, el Dr. Bolton va modificar l'acord en virtut del qual va ser contractat Carothers. Purity Hall es centraria ara a «efectuar una relació més estreta entre els objectius finals del nostre treball i els interessos de l'empresa». Això va significar que els fons es van traslladar de la investigació pura a la recerca pràctica. Carothers no es veia a si mateix com un investigador comercial hàbil. Va proposar que el treball fonamental es limités a dues o tres propostes, que serien coherents amb els interessos de DuPont.
La vida personal de Carothers durant aquest temps va ser variada. Tenia una aventura amb una dona casada, Sylvia Moore, que amb el seu marit va sol·licitar el divorci el 1933. Paral·lelament, es preocupava pels problemes financers dels seus pares i planejava portar-los a Wilmington. Sense pensar en les possibles ramificacions emocionals d'aquest moviment, va comprar una casa a Arden a uns 16 km de l'Estació Experimental i s'hi va traslladar amb els seus pares. En aquell moment tenia 37 anys. Les interaccions amb els seus pares aviat es van fer tenses. Carothers encara estava veient Sylvia Moore, que ara era soltera, i els seus pares desaprovaven molt la relació. Trobant la tensió a la llar massa desgastada, els seus pares van tornar a Des Moines a la primavera de 1934.

### Poliamides
El 1934, Carothers va tornar la seva atenció a les fibres. Aleshoes l'equip va substituir diamines per glicols per produir un tipus de polímer anomenat poliamida. Aquestes substàncies eren molt més estables que els polièsters formats mitjançant l'ús dels glicols. La capacitat de les poliamides de formar dominis cristal·lins mitjançant enllaços d'hidrogen els proporciona propietats mecàniques augmentades. Per tant, podrien produir una seda sintètica que seria pràctica per a l'ús diari. La seva investigació va donar lloc a la invenció d'una sèrie de noves poliamides. El treball de laboratori d'aquest projecte va ser realitzat pel Dr. WR Peterson i el Dr. Donald Coffman. L'any 1935, el doctor Gerard Berchet va ser destinat a aquesta investigació sobre poliamida.
Va ser durant aquest període productiu de recerca, l'estiu de 1934, abans de l'eventual invenció del niló, quan Carothers va desaparèixer. No va anar a treballar i ningú sabia on era. Va ser trobat en una petita clínica psiquiàtrica, Pinel Clinic, prop de la famosa Phipps Clinic associada amb l'Hospital Johns Hopkins de Baltimore. Pel que sembla, s'havia deprimit tant que va anar a Baltimore per consultar un psiquiatre, que el va posar a la clínica.

### Niló
Poc després de sortir de la clínica, Carothers va tornar a DuPont. Bolton va dir a Carothers que treballés amb poliamides.
El treball de Carother en superpolímers lineals va començar com una incursió sense restriccions al desconegut, sense cap objectiu pràctic en ment. Però la investigació es trobava en un nou camp de la química i Du Pont creia que qualsevol nou avenç químic probablement seria de valor per a l'empresa. En el curs de la investigació, Carothers va obtenir uns superpolímers que es van convertir en sòlids viscosos a altes temperatures, i es va fer l'observació que es podien fer filaments d'aquest material si es submergia una vareta en el polímer fos i es retirava. En aquest descobriment, el focus del projecte es va desplaçar cap a aquests filaments i el resultat va ser Nylon.
El 28 de febrer de 1935, Gerard Berchet, sota la direcció de Carothers, va produir una mitja unça de polímer a partir d'hexametilendiamina i àcid adípic, creant la poliamida 6-6, la substància que es coneixeria com a niló. Va ser difícil treballar-hi a causa del seu alt punt de fusió, però Bolton va triar aquesta poliamida com la que es va desenvolupar comercialment. Va seleccionar el Dr. George Graves per treballar amb Carothers en el projecte. Finalment, Graves va suplantar a Carothers com a líder del projecte de poliamida. A més, desenes de químics i enginyers van treballar per refinar la poliamida 6-6 en un producte comercial viable.

## Matrimoni i mort
El 21 de febrer de 1936, Carothers es va casar amb Helen Sweetman, amb qui havia treballat des de 1934. Sweetman tenia una llicenciatura amb especialitat en química i va treballar per a DuPont en la preparació de sol·licituds de patent. Durant la seva vida, els seus amics sovint jutjaven el seu matrimoni amb Helen en comparació amb la seva aventura anterior amb Sylvia Moore, afirmant que pensaven que Moore era una dona més gran.
Poc després, el 30 d'abril de 1936, Carothers es va convertir en el primer químic orgànic industrial a ser elegit per a l'Acadèmia Nacional de Ciències, un honor molt alt. No obstant això, el juny de 1936, malgrat aquest honor que va validar les seves contribucions a la ciència, Carothers no va poder sacsejar la depressió que li va impedir treballar. A principis de juny, va ser ingressat involuntàriament a l’Institut de Filadèlfia de l'Hospital de Pennsilvània, un prestigiós hospital psiquiàtric, sota la cura del psiquiatre Dr. Kenneth Appel. Un mes més tard, se li va donar permís per abandonar l'institut per fer senderisme als Alps tirolesos amb els amics. El pla era que fes una caminada diària amb el doctor Roger Adams i el doctor John Flack durant dues setmanes. Després de marxar, va continuar caminant tot sol, sense enviar cap paraula a ningú, ni tan sols a la seva dona. El 14 de setembre, va aparèixer de sobte al seu escriptori de l'Estació Experimental. A partir d'aquest moment, no s'esperava que Carothers realitzés cap treball real a l'Estació Experimental. Sovint entrava i visitava. Va començar a viure de nou a Whisky Acres, després que la seva dona estigués d'acord amb el doctor Appel que no era prou forta per vigilar Carothers.
El 8 de gener de 1937, Isobel, la germana de Carothers, va morir d'una pneumònia. Wallace i Helen Carothers van viatjar a Chicago per assistir al seu funeral i després a Des Moines per al seu enterrament. Encara va viatjar a Filadèlfia per visitar el seu psiquiatre, el doctor Appel, que va dir a un amic de Carothers que pensava que el suïcidi era el resultat probable del cas de Carothers.
El 28 d'abril de 1937, Carothers va anar a l'Estació Experimental a treballar. Al voltant de les 5 de la tarda de l'endemà, el van trobar mort a l'habitació de l'hotel amb una llimona espremuda i una mica de sal de cianur a prop. No es va trobar cap nota.
Va ser inclòs pòstumament al Saló de la Fama Alpha Chi Sigma el 1982.

## Patents
- Wallace Carothers a l'USPTO (anglès) "Alkylene Carbonate and Process of Making It", presentat novembre de 1929, atorgat març de 1935
- Wallace Carothers a l'USPTO (anglès) "Alkylene Ester of Polybasic Acids", presentat agost de 1929, atorgat agost de 1935
- Wallace Carothers a l'USPTO (anglès) "Linear Condensation Polymers", presentat juliol de 1931, atorgat febrer de 1937